# Орша
О́рша (бел. О́рша) — город районного подчинения (с 2013 года) в Витебской области Беларуси. Административный центр Оршанского района. Расположен на Днепре при впадении в него реки Оршицы в 80 км к югу от Витебска и в 202 км на восток от Минска.
Крупный железнодорожный узел, автомобильный узел Беларуси и транспортной артерии Европа — Россия — Украина.
Численность населения — 101 662 человек (на 1 января 2025 года).

## Этимология
Название города Орша произошло от реки Оршицы, на которой он расположен.
М. Фасмер считал название Оршица славянским и связывал с названием реки Рось и со словом русло.
В. И. Абаев топоним Орша (Ръша) сопоставлял с др.-инд. ṛ́kṣa-, авест. arša-, осет. ars — «медведь».
Согласно В. Н. Топорову и О. Н. Трубачеву, название реки Оршица имеет балтийское происхождение. Начальное о- здесь, по их мнению, является протетическим (присоединяемым перед согласными звуками), а в гидрониме выделяется корень *Rus-, от которого также происходят лит. Rusnė, Русота, прусск. Russa. Они связаны с лит. rusėti «медленно течь». Позже В. Топоров уточнил балтскую версию происхождения гидронима, указав в качестве соответствий др.-прусск. Arse (река), Arsen, Arsio (позже фиксируется как Orschen), лтш. Arsen, лтг. Орша, мазур. Arschen See, а также верхнеокские гидронимы Орс, Орса, Ароса, Арсанка.
Белорусский географ В. А. Жучкевич считал, что название реки Орша могло произойти от формы «Ржа» или «Ржавка» в связи с цветом воды.
Ещё одна версия — финно-угорская. Среди части археологов существует мнение, что в конце III — начале II тысячелетия до н. э. северо-восток современной Беларуси населяли племена финно-угров, и топоним Орша — финно-угорского происхождения и означает «проточная вода, река» либо «вода, текущая в русле». Данная версия подкрепляется тем, что топоним Орша неоднократно встречается на территории проживания финно-угорских народов.
А. И. Соболевский сравнивал название реки Орша (Ръша) с осет. уорс «белый».

## Геральдика
Решения об одобрении исторического герба 1620 года и флага были приняты Оршанским городским исполнительным комитетом от 29 марта 2002 года № 237 и Оршанским городским Советом депутатов от 9 апреля 2002 года № 166.
Герб и флаг зарегистрированы в Гербовом матрикуле Республики Беларусь 23 мая 2002 года № 84.

## География

### Климат
| Показатель                     | Янв. | Фев.  | Март  | Апр.  | Май  | Июнь | Июль | Авг. | Сен. | Окт.  | Нояб. | Дек.  | Год   |
| ------------------------------ | ---- | ----- | ----- | ----- | ---- | ---- | ---- | ---- | ---- | ----- | ----- | ----- | ----- |
| Абсолютный максимум, °C        | 10,3 | 12,1  | 19,2  | 29,1  | 31,0 | 32,4 | 34,5 | 38,2 | 30,2 | 24,3  | 13,7  | 10,6  | 38,2  |
| Средний суточный максимум, °C  | −3,7 | −2,9  | 2,8   | 11,6  | 18,4 | 21,4 | 23,6 | 22,7 | 16,7 | 9,7   | 2,4   | −1,5  | 10,1  |
| Средняя температура, °C        | −6,5 | −6,3  | −1,3  | 6,5   | 12,6 | 15,8 | 18,0 | 16,8 | 11,7 | 5,9   | 0,0   | −4    | 5,8   |
| Средний суточный минимум, °C   | −9,4 | −9,7  | −5,4  | 1,5   | 6,7  | 10,2 | 12,3 | 10,9 | 6,6  | 2,1   | −2,4  | −6,6  | 1,4   |
| Абсолютный минимум, °C         | −35  | −31,6 | −28,4 | −17,2 | −4,9 | −2,3 | 2,3  | 0,8  | −4,1 | −10,4 | −23,8 | −30,6 | −35   |
| Норма осадков, мм              | 37,3 | 31,9  | 36,3  | 40,3  | 63,3 | 88,4 | 81,3 | 69,5 | 61,8 | 58,2  | 44,7  | 34,6  | 647,6 |
| Источник: Погода и климат Орши |      |       |       |       |      |      |      |      |      |       |       |       |       |

## История
Детинец Орши при впадении речки Оршицы в Днепр площадью 0,57 га был построен, по данным археологов, во второй половине XI века.
Город впервые упоминается в «Повести временных лет» под 1067 годом как Ръша. Тогда князь Всеслав Полоцкий с двумя сыновьями был вызван князьями Ярославичами «на Ршу у Смоленска», пересёк Днепр на смоленскую (левую) сторону, где был схвачен и посажен в поруб — тюрьму без дверей, построенную вокруг заключённого.
Позже город оказывается в пределах Минского княжества князя Глеба Всеславича. Последний между 1104 и 1116 годами построил в Орше крепость. В 1116 г. Владимир Мономах отнял Оршу и Копысь у полочан, отодвинув их владения за правый берег Днепра. В 1119 году Орша перешла в состав Полоцкого княжества. С этого времени граница между Полоцкой землёй в целом и Смоленским княжеством устанавливается по реке Днепр. К концу XII столетия Орша принадлежала уже Литве (Литовско-Полоцкому княжеству) и в 1190 году отдана была в удел сыну литовского князя Мингайлы, Гинвиллу, в православии Георгию, который умер в Орше в 1199 г. В половине XIII века Орша принадлежала уже литовцам (белорусам) и в ней управлял Товтивил.

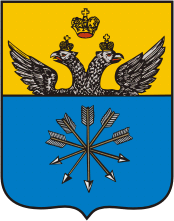
Герб 1781 года

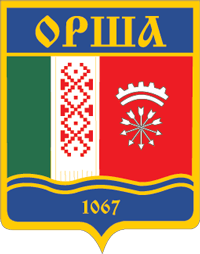
Герб 1967 года

С 1359 года Орша входит в состав Великого княжества Литовского. Упоминается в летописном «Списке русских городов дальних и ближних» (конец XIV века). В 1500 году великий князь Александр укрепил город деревянною стеной и восстановил старинный каменный замок, находившийся в устье реки Оршицы. Во время русско-литовской войны в 1502 году была взята и на протяжении нескольких месяцев удерживалась русским гарнизоном, прежде чем была отвоёвана для Литвы жемойтским старостой Станиславом Яновским. 8 сентября 1514 года во время русской-литовской войны город Орша стал местом ожесточённых сражений русской и польско-литовской армий. В 1566 году Орша становится центром одноимённого повета (уезда). В 1609 г. отцы иезуиты заложили костел святого Михаила в Орше в присутствии короля. В 1611 г. король Сигизмунд Ваза освободил жителей Орши на четыре года от взноса всяких податей, а через 9 лет (в 1620 г.) Орша получила от Сигизмунда привилегию на большое Магдебургское право (такое же, каким пользовался Могилёв). 13 декабря 1620 года Орше дано городское самоуправление по магдебургскому праву и герб: серебряный крест и полумесяц под ним на голубом поле. В 1662 году через город проезжал австрийский дипломат и путешественник Мейерберг Августин, который оставил описание архитектуры, быта жителей и окрестностей Орши.
После первого раздела Речи Посполитой в 1772 году город вошёл в состав Российской империи и стал центром Оршанской провинции (с 1777 года — уезда) Могилёвской губернии. В 1776 году город был лишён магдебургского права. В 1781 году был утверждён новый герб: двуглавый орёл и пять стрел. «В голубом поле пять стрел, потому что сей город построен ещё древними Скифами, которые таковыми орудиями похвально действовали».
Во время Отечественной войны 1812 года Орша была занята французскими войсками. Отступая, в ноябре 1812 года, французы разграбили и подожгли город, чем причинили ему огромный ущерб. В Орше, при отступлении, ночевал французский император Наполеон I Бонапарт. Также, в должности офицера интендантской службы наполеоновской армии, в Орше побывал Мари-Анри Бейль (Стендаль).

В годы Первой мировой войны с февраля по октябрь 1918 года город частично был занят немецкими войсками. По условиям Брестского мира граница между Германией и Советской Россией прошла в Орше по улице Пограничная. Вокзал и товарная станция Орша — Центральная контролировалась большевиками, товарная станция Орша — Западная немцами.

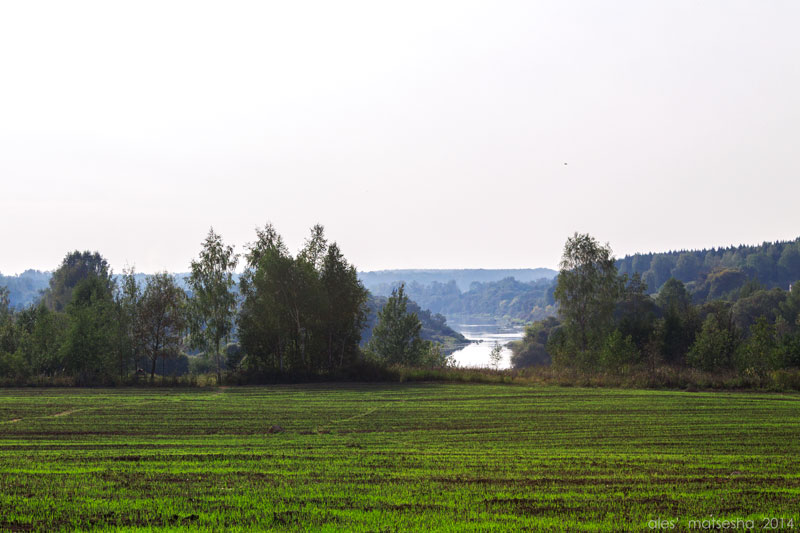
Крапивенское поле, место битвы под Оршей 1514 года

С 1 января 1919 года город в составе БССР (ССРБ). 2 февраля 1919 года Орша вошла в состав Гомельской области РСФСР, с 1920 года — в состав Витебской области РСФСР.
29 декабря 1922 года на конференции делегаций от съездов Советов РСФСР, УССР, БССР и ЗСФСР был подписан Договор об образовании СССР. После образования Советского Союза Орша была передана Белорусской ССР в 1924 году.
26 ноября 1930 года в Орше родился белорусский писатель Владимир Короткевич.
В годы Великой Отечественной войны 14 июля 1941 года город был оккупирован немецкими войсками. Подразделения 17-й танковой дивизии 47-го армейского корпуса 2-й танковой группы 4-й танковой армии Гудериана ворвались в правобережную часть Орши 13 июля. Левобережная часть была занята на следующее утро. Оккупированный город вошёл в состав одной из частей Беларуси, которая административно относилась к штабу тыла группы армий «Центр». Власть в Орше, начиная с 26 июля 1941 года, разделили между собой местная комендатура (Ortskommandantur 11/354) и полевая комендатура (Feldskommandantur 683), при полном главенстве последней. В дальнейшем местную комендатуру II/354 сменила аналогичная под номером 1/842.
В городе и районе, кроме армейских тыловых частей, оккупанты разместили сеть карательных и разведывательных органов. В районе льнокомбината была выбрана постройка для тюрьмы, оборудованы камеры и следственные кабинеты. Здесь разместилась тайная полевая полиция ГФП-723 (Geheime Feldpolizei-723), которая выполняла в городе функции гестапо. Сейчас в этом перестроенном здании находится Детская школа искусств № 2. В городе и районе на протяжении нескольких дней была проведена регистрация оставшегося населения. Фашистов интересовали жители только по трем пунктам: год рождения, национальность и профессия. С первых дней оккупации, на территории города, немецко-фашистскими властями были созданы концентрационные лагеря. Приказом местной комендатуры в сентябре 1941 г. в Орше было организовано гетто. Оно размещалось на ул. Энгельса от улицы Народной до кладбища, включая территорию завода «Красный борец».
На территории Кутеинского мужского монастыря находился концлагерь для военнопленных. Это был наиболее крупный лагерь из существовавших в Орше. На юго-восточной окраине города в районе парка Льнокомбината находился концлагерь для мирных жителей. Крупный концлагерь для военнопленных находился по ул. Пограничная в районе ГУО Средняя школа № 6. Он простирался вплоть до железнодорожных путей. На территории построенной еще до войны колонии № 12 также был ещё один концлагерь советских военнопленных. В нем погибло 22.000 человек, в память о которых здесь установлен памятный знак. На ул. Новый Быт (сейчас ул. Заслонова) стоял барак № 8, окруженный проволочным заграждением. Сюда немцы сгоняли людей для отправки в Германию.
По предвоенной переписи 1939 года горожан-евреев было 7 992 человека — 21,3 % от общего числа жителей. Почти все евреи Орши, не успевшие эвакуироваться, были согнаны нацистами в Оршанское гетто и большей частью убиты.
В 1941 году под Оршей впервые была испытана в бою РСЗО «Катюша». Удар был нанесен из расположения 73-й стрелковой дивизии по поселку около железнодорожной станции. Посёлок большей частью сгорел. В течение Великой Отечественной войны непосредственно в городе крупномасштабные боевые действия не велись, так как удары атакующих и оборонявшихся войск были направлены на более крупные города севернее и южнее Орши (Витебск и Могилёв). Однако Орша являлась крупнейшим железнодорожным узлом, что вызывало её регулярные бомбардировки как немецкой, так и советской авиацией. Также в городе действовало подполье. Одну из групп подпольщиков, действовавшую непосредственно на железнодорожном узле, возглавлял К. С. Заслонов.
Орша была освобождена 27 июня 1944 года войсками 3-го Белорусского фронта в ходе Витебско-Оршанской операции.
11 марта 1971 года исполком городского Совета депутатов своим решением утвердил новый советский герб Орши, авторами которого были Гаранский и Янковский.
Указом Президиума Верховного Совета СССР от 22 июня 1984 года № 427-XI «За мужество и стойкость, проявленные трудящимися города в годы Великой Отечественной войны, и за успехи, достигнутые в хозяйственном и культурном строительстве» город Орша был награждён орденом Отечественной войны I степени.

### В составе Республики Беларусь
1998: 6 сентября прошёл V День белорусской письменности.
2008: 19 сентября в Орше прошёл ежегодный республиканский фестиваль «Дажынкi».
В рамках подготовки к мероприятию было построено и реконструировано более 500 объектов, проведена реконструкция городской гостиницы, моста через Оршицу, железнодорожного вокзала и автовокзала, перестроен городской стадион и баня. Вдоль берега Днепра теперь работает детский парк с аттракционами.
Улучшены жилой фонд центра города, проспекты и площадь Ленина, центральная часть города, и многие другие районы. Некоторые старые дома были снесены, чтобы расширить центральные улицы.
В подготовке Орши к празднику принимало участие более 800 предприятий со всей страны.
2009: в связи с празднованием 65-й годовщины освобождения Республики Беларусь от немецко-фашистских захватчиков и в целях увековечения подвига воинов Красной Армии, партизан и подпольщиков Орша награждена вымпелом «За мужнасць і стойкасць у гады Вялікай Айчыннай вайны» (Указ Президента Республики Беларусь от 29 июня 2009 года № 355).
16 марта 2010 года в состав города включён посёлок Лесной Бабиничского сельсовета.
14 января 2013 года Оршанский район и город Орша объединены в одну административно-территориальную единицу — Оршанский район с административным центром город Орша.
2019: Орше присуждён статус «Молодёжная столица Беларуси-2019». 29 мая Орша приняла эстафету огня II Европейских игр.
2022: Орша объявлена Культурной столицей Республики Беларусь.
2023: С 4 по 14 августа 2023 года в Беларуси прошли II Игры стран СНГ 2023. Состязания прошли в 11 городах Беларуси по 20 видам спорта. Орша была определена местом проведения Игр по боксу. Место проведения — Спортивный комплекс «Ледовая Арена» (Указ Президента Республики Беларусь от 13 мая 2023 года № 134).
В 2025 году Советом Глав государств СНГ Орше присвоено почётное звание почётное звание Содружества Независимых Государств «Город трудовой славы. 1941–1945 гг.».

## Население
Численность населения — 101 662 человек (на 1 января 2025 года).
| Численность населения: |
| График не отображается по техническим причинам. Чтобы исправить это, воспроизведите график в новом формате, если это возможно. |

| 1897     | 1939     | 1959     | 1970     | 1979     | 1989     | 2001     | 2006     |
| -------- | -------- | -------- | -------- | -------- | -------- | -------- | -------- |
| 13 100   | ▲37 578  | ▲64 537  | ▲100 642 | ▲112 397 | ▲123 128 | ▲123 247 | ▼120 566 |
| 2016     | 2018     | 2020     | 2023     | 2024     | 2025     | 2026     | 2027     |
| ▼116 552 | ▼115 052 | ▼108 100 | ▼103 658 | ▼102 759 | ▼101 662 | –        | –        |

| Национальный состав по переписи 2009 года | Национальный состав по переписи 2009 года | Национальный состав по переписи 2009 года | Национальный состав по переписи 2009 года | Национальный состав по переписи 2009 года | Национальный состав по переписи 2009 года | Национальный состав по переписи 2009 года | Национальный состав по переписи 2009 года | Национальный состав по переписи 2009 года | Национальный состав по переписи 2009 года | Национальный состав по переписи 2009 года |
| Всего (2009)                              | белорусы                                  | белорусы                                  | русские                                   | русские                                   | поляки                                    | поляки                                    | украинцы                                  | украинцы                                  | евреи                                     | евреи                                     |
| ----------------------------------------- | ----------------------------------------- | ----------------------------------------- | ----------------------------------------- | ----------------------------------------- | ----------------------------------------- | ----------------------------------------- | ----------------------------------------- | ----------------------------------------- | ----------------------------------------- | ----------------------------------------- |
| 117 225                                   | 101 934                                   | 86,96 %                                   | 9931                                      | 8,47 %                                    | 255                                       | 0,22 %                                    | 1112                                      | 0,95 %                                    | 269                                       | 0,23 %                                    |
| 117 225                                   | армяне                                    | армяне                                    | татары                                    | татары                                    | цыгане                                    | цыгане                                    | азербайджанцы                             | азербайджанцы                             | литовцы                                   | литовцы                                   |
| 117 225                                   | 103                                       | 0,09 %                                    | 46                                        | 0,04 %                                    | 35                                        | 0,03 %                                    | 49                                        | 0,04 %                                    | 36                                        | 0,03 %                                    |

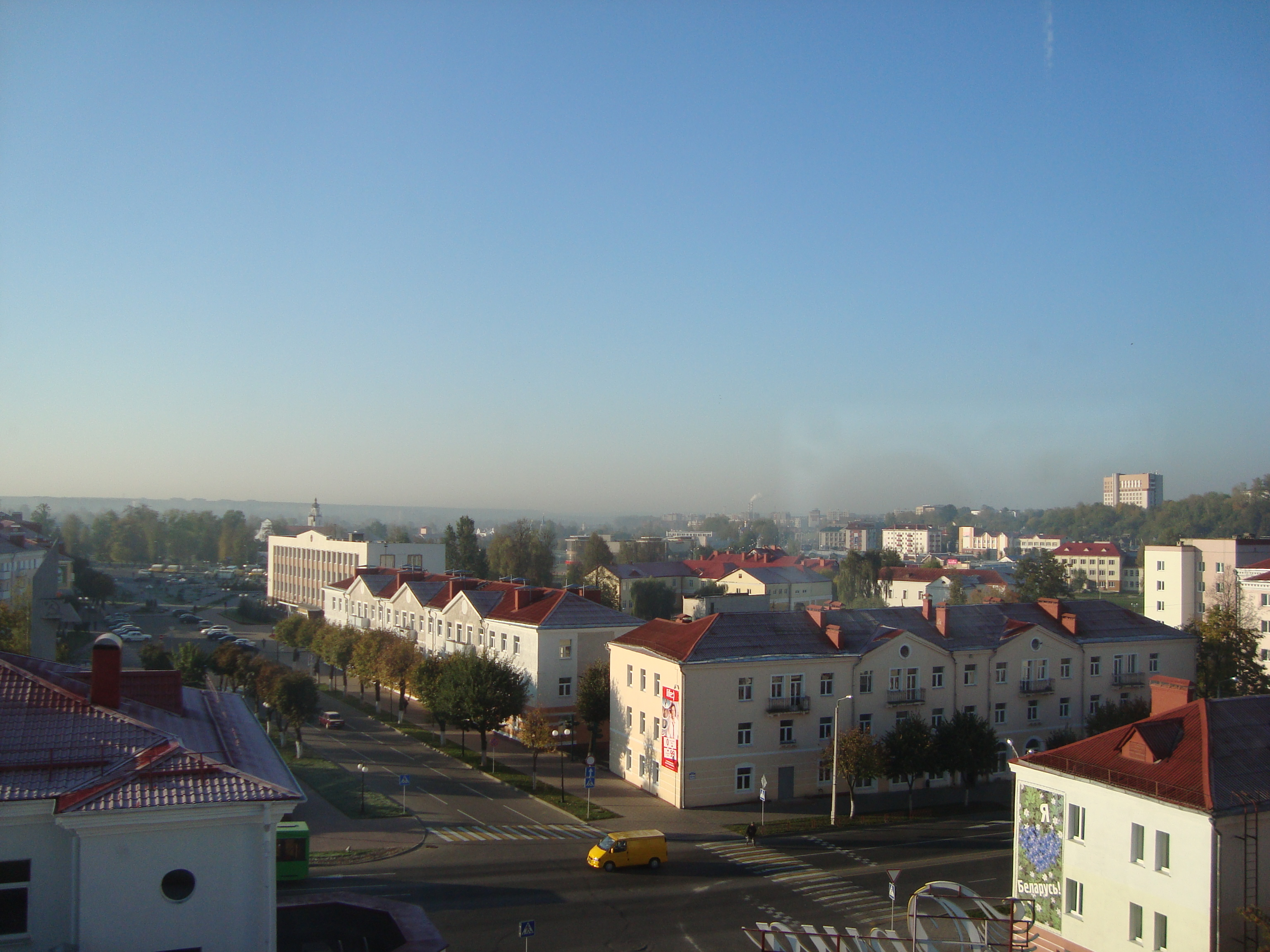
Орша в 2010 году

Жителей в городе к 1880 г. считалось 2606 душ мужеского и 2419 женского пола; в том числе православных 1221 мужчин. и 1100 женщин, католиков 100 мужчин и 120 женщин и евреев 1285 мужчин и 1199 женщин.
По данным переписи 1939 года, в Орше проживало 37 578 человек (21 543 белоруса, 7992 еврея, 5927 русских, 1067 украинцев, 241 поляк и 808 представителей других национальностей), в Оршанском железнодорожном посёлке — ещё 16 176 человек (12 050 белорусов, 2758 русских, 589 евреев, 502 украинца, 98 поляков, а также представители других национальностей). По данным переписи 1959 года, в Орше проживало 47 814 белорусов (74,09 %), 11 923 русских (18,47 %), 2852 еврея (4,42 %), 1412 украинцев (2,19 %), 184 поляка (0,29 %), 49 татар (0,08 %), 303 представителя других национальностей.
В 2017 году в Орше родился 1031 и умерло 1388 человек. Коэффициент рождаемости — 8,9 на 1000 человек (средний показатель по району — 9,3, по Витебской области — 9,6, по Республике Беларусь — 10,8), коэффициент смертности — 12 на 1000 человек (средний показатель по району — 13,7, по Витебской области — 14,4, по Республике Беларусь — 12,6). По уровню рождаемости Орша занимает 22-е место среди 23 городов страны с населением более 50 тысяч человек (ниже только в Новополоцке), по уровню смертности — 4-е (выше только в Полоцке, Светлогорске и Речице), по уровню естественного прироста/убыли населения (-3,1) — последнее, 23-е место.

## Органы власти
Представительным органом власти является Оршанский районный Совет депутатов. Он состоит из 37 человек и избирается жителями по одномандатным округам.
Исполнительным и распорядительным органом власти является Оршанский районный исполнительный комитет. Глава Оршанского районного исполнительного комитета назначается Президентом Республики Беларусь.

## Экономика

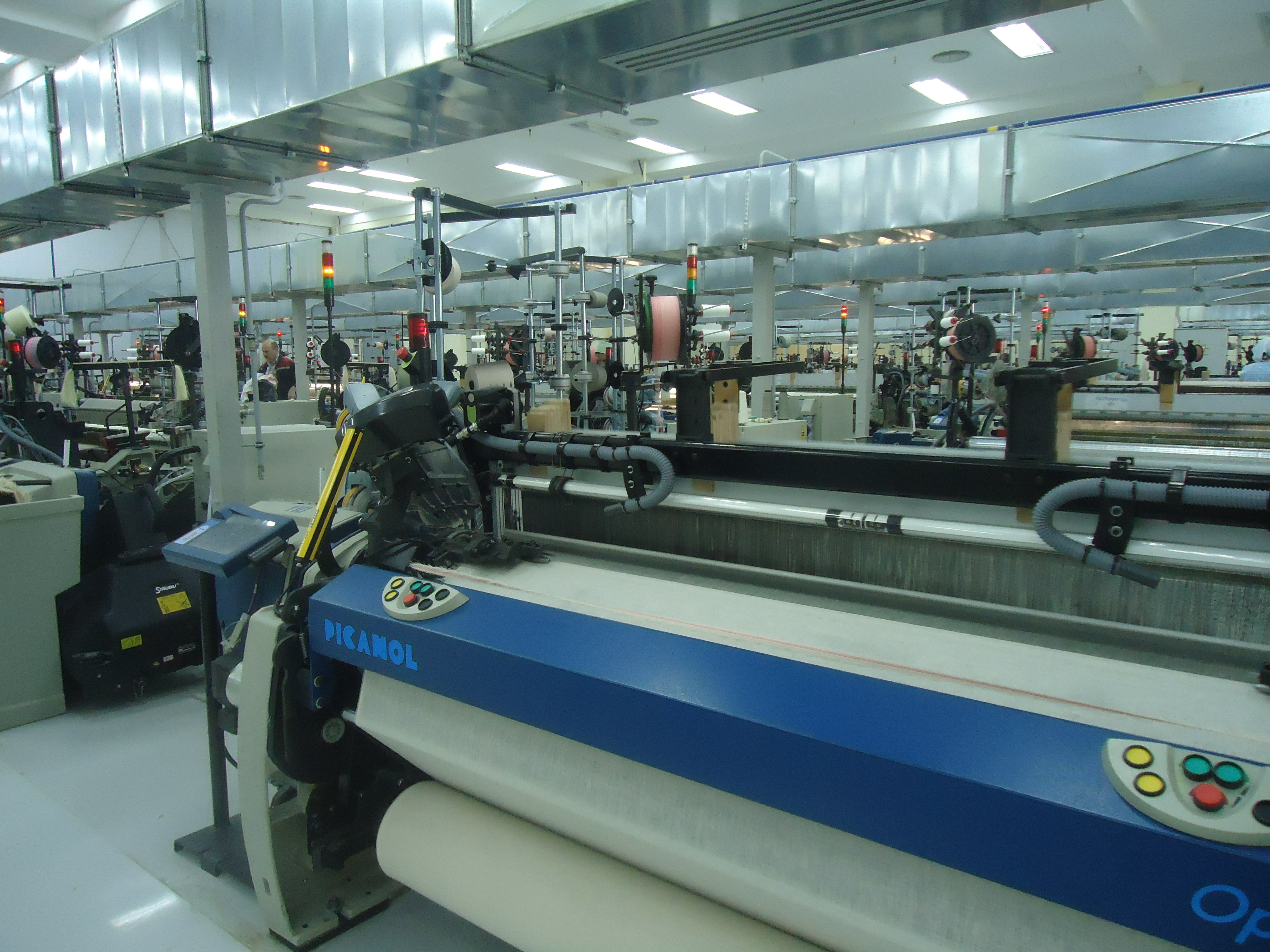
В цехах Оршанского льнокомбината

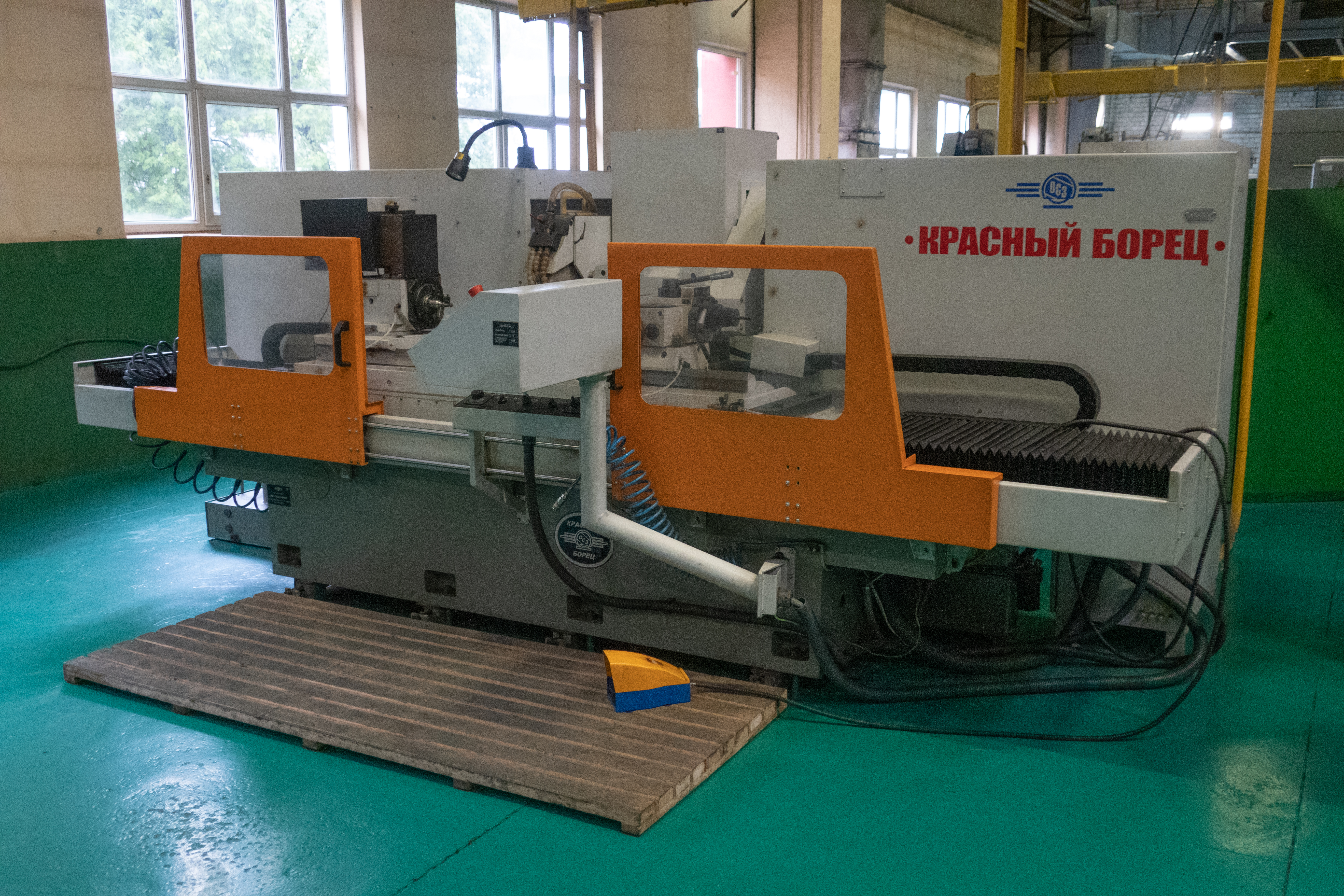
Круглошлифовальный станок Оршанского станкостроительного завода «Красный борец» на Минском заводе колёсных тягачей

В городе работают 25 промышленных предприятий, на которых трудятся 19 тыс. человек. Промышленность представлена предприятиями машиностроения, металлообработки, легкой промышленности, строительных материалов, мясомолочной, пищевой и других отраслей. В структуре промышленности города определяющими являются лёгкая и пищевая промышленность, удельный вес которых составляет более 75 %. Среди ведущих предприятий:
- РУПТП «Оршанский льнокомбинат» — крупнейшее в республике предприятие по производству льняных тканей[52], объём производства занимает около 50 % в общем объёме производства города
- ОАО Оршанский станкостроительный завод «Красный борец» (около 560 сотрудников)
- Оршанская фабрика художественных изделий
- ЗАО ПТФ «Свитанок» — легкая промышленность
- СП «Динамо Програм Орша» ООО — трикотажная продукция
- ДКУПП «Оршанский завод железобетонных изделий»
- ОАО «Оршанский мясоконсервный комбинат»
- ОАО «Оршанский инструментальный завод» (600 сотрудников)
- ОАО "Завод «Легмаш» (бывший «Завод швейных машин», 550 сотрудников)
- «Комбинат ЖБИК» — производитель железобетонных изделий
- ОАО «Завод приборов автоматического контроля» (170 сотрудников[53])
- ОАО «Оршасырзавод»
- ОАО «Оршаагропроммаш» (230 сотрудников)
- ООО «CILYNDERS BEL» (70 % принадлежит чешскому предприятию VITKOVICE, 30 % ОАО БМЗ)

В городском поселке Болбасово под Оршей находится один из двух белорусских авиаремонтных заводов — ОАО «Оршанский авиаремонтный завод», это предприятие считается флагманом по капитальному ремонту и модернизации вертолётов Ми, оборудования и систем различных типов воздушных судов, по техническому обслуживанию самолётов Ил-76.
Также, возле поселка Болбасово шло активное строительство мультимодального промышленно-логистического комплекса «Бремино-Орша» компании ООО «Бремино Групп», строительство первой очереди было завершено к концу 4 квартала 2018 года. Его строительство завершилось к 2023 году.
3 января 2019 года Александр Лукашенко подписал Указ № 506 «О развитии Оршанского района Витебской области», в котором предприятия района получат многочисленные льготы и преференции до 31 декабря 2023 года — снижение налоговой нагрузки (включая отчисления на социальное страхование и доведение НДС на ввоз промышленного оборудования до 1 %), мораторий на выборочные проверки, возможность применять строительные нормы, действующие в других государствах.

## Транспорт

### Автомобильный транспорт

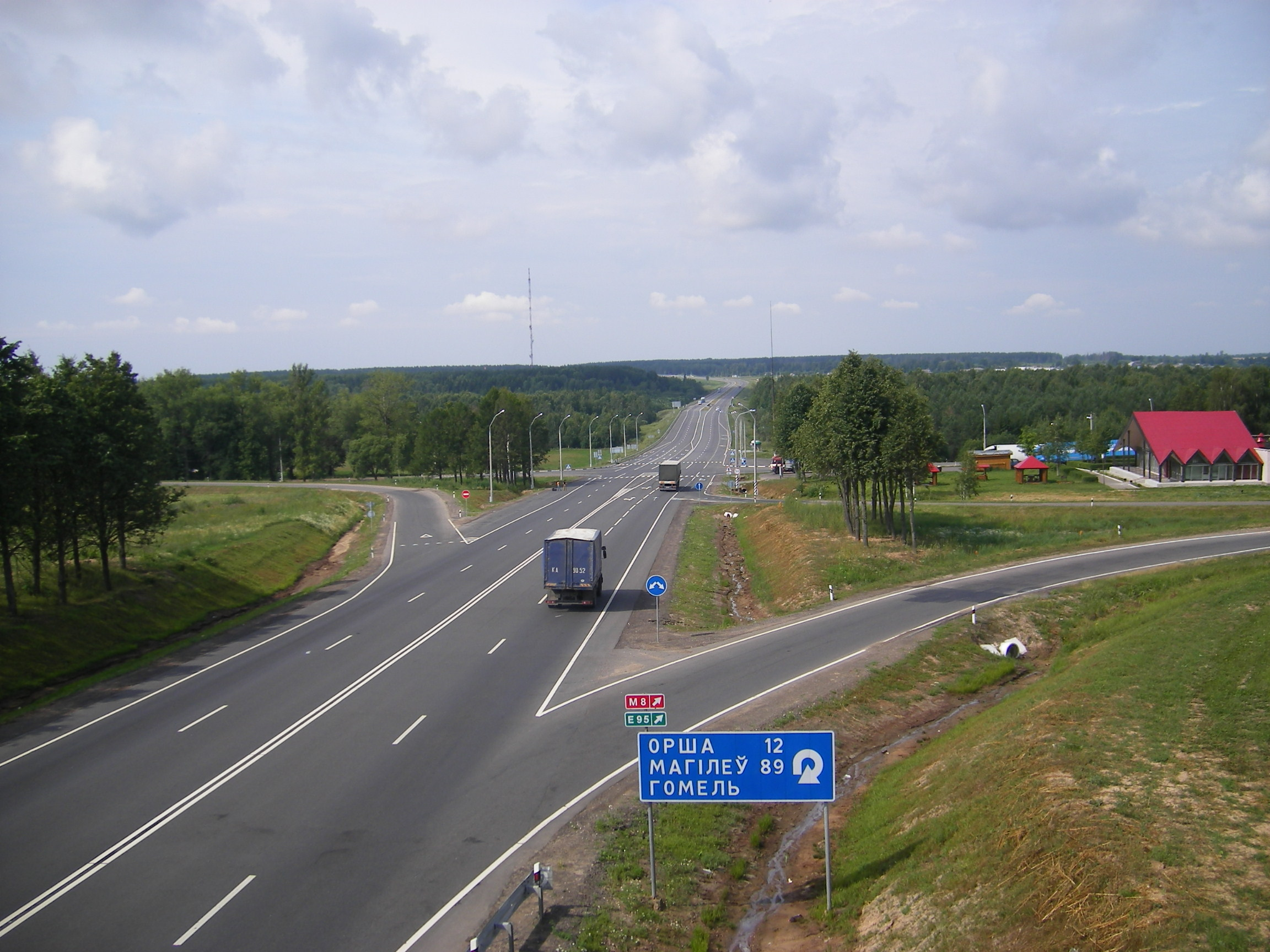
Трасса М1 рядом с Оршей

Через Оршу проходят международные автомагистрали М8E 95 и М1E 30, республиканские дороги Р15 (Кричев — Орша — Лепель), Р22 (Орша — Дубровно), Р76 (Орша — Шклов — Могилёв), Р87 (Витебск — Орша).

### Велодвижение
В 2018 году оршанский районный исполнительный комитет совместно с городскими велоактивистами провел анкетирование среди жителей города. Всего приняло участие 457 человек.

### Железнодорожный транспорт

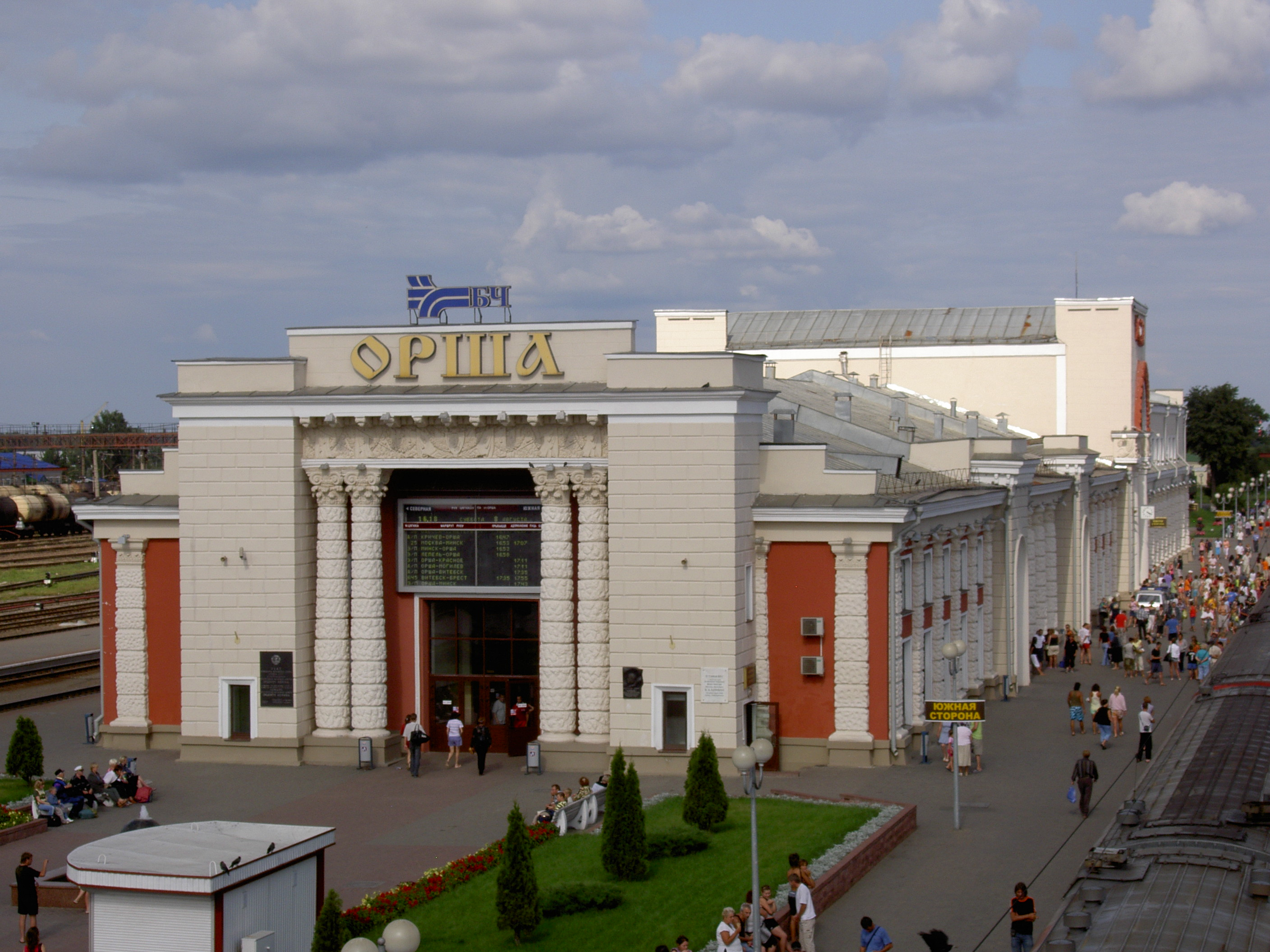
Вокзал Орша-Центральная

Орша — один из крупнейших железнодорожных узлов Беларуси — «Восточные ворота Беларуси»: линии на Витебск, Лепель, Минск, Могилёв, Кричев, Смоленск.
В 1871 году через город прошла железнодорожная линия Смоленск — Брест. Между городом и станцией в 3 км от города было построено шоссе. В 1902 году построена железная дорога Новосокольники — Жлобин, в 1923 году — линия Орша — Кричев, в 1927 году — линия Орша — Лепель.

### Городской транспорт
Пассажирские перевозки в городе осуществляются автобусами «Автобусный парк № 3 г. Орши» филиала ОАО «Витебскоблавтотранс» и маршрутными такси.

## Спорт
- Орша (футбольный клуб)
- ХК Локомотив (Орша)

В 2021 году открыто отделение по теннису.

## Образование

#### Учреждения среднего специального образования (ССУЗ)
- Оршанский государственный механико-экономический колледж (самый крупный в Оршанском регионе, осуществляет подготовку кадров рабочего и среднего звена для организаций машиностроительной направленности города, области и республики)
- Оршанский колледж — филиал учреждения образования «Белорусский государственный университет транспорта»
- Оршанский государственный медицинский колледж
- Оршанский колледж учреждения образования «Витебский государственный университет имени П. М. Машерова» (педагогический)

#### Учреждения профессионально-технического образования
- Оршанский государственный политехнический профессионально-технический колледж
- Оршанский государственный колледж текстильщиков имени Г. В. Семёнова
- Оршанский государственный аграрный колледж
- Оршанский государственный колледж продовольствия

## Культура и искусство

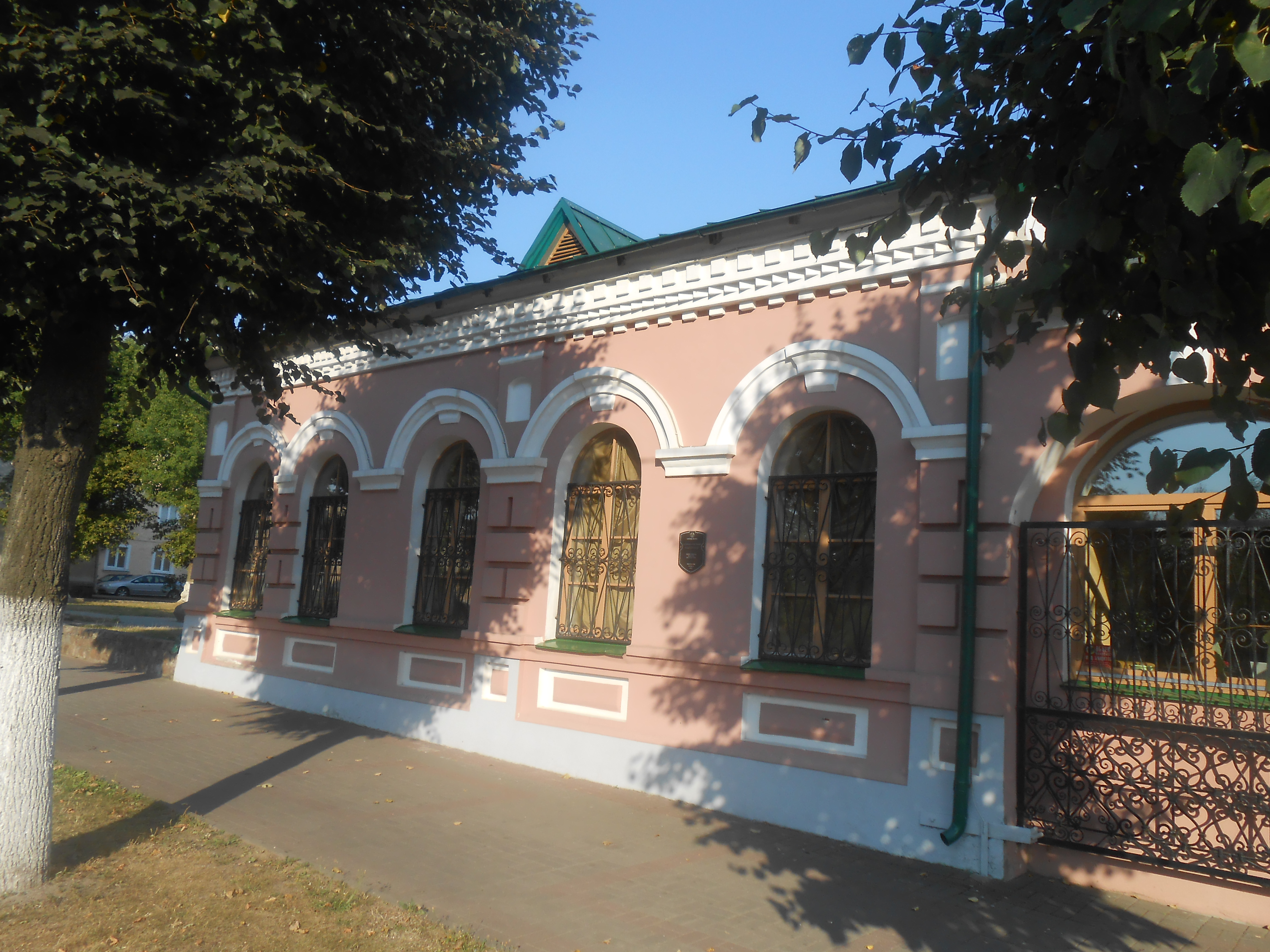
Музей истории и культуры города Орша

### Литературные памятники
- «Оршанское Евангелие» — рукописное евангелие-апракос XIII века, найденное в Орше в 1812 году
- «Оршанский кодекс» — сборник популярных драм и интермедий эпохи барокко, ставившихся в Варшаве, Витебске, Новогрудке, Полоцке. Создан в XVII веке в рамках деятельности театра, существовавшего при иезуитском коллегиуме. Ныне эта культурно-историческая ценность находится в библиотеке Оссолинских (Вроцлав, Польша)[60]
- «Оршанский сборник» («Сборник стихов польских и русских») — рукописный сборник народных стихотворений и песен второй половины XVII века, обнаруженный А. И. Мальдисом в 1971 году в библиотеке Чарторыйских (Краков, Польша)[61]

### Музеи
- Учреждение культуры «Музейный комплекс истории и культуры Оршанщины»[62]
  - Военно-исторический музей имени Героя Советского Союза К. С. Заслонова
  - Музей деревянной скульптуры резчика С. С. Шаврова
  - Музей истории и культуры города Орша[63]
  - Оршанская городская художественная галерея В. А. Громыко. Галерея разместилась в здании бывшего иезуитского коллегиума
  - Оршанский музей В. С. Короткевича
  - Оршанский этнографический музей «Мельница». Расположен в здании бывшей водяной мельницы постройки 1902 года

### Кинотеатры
- Кинотеатр «Победа» (открыт после ремонта с 2015 г.)

## События и мероприятия

### События
- В 2019 году Орше присуждён статус «Молодёжная столица Беларуси-2019»[64].
- В 2022 году Орша объявлена Культурной столицей Республики Беларусь[65].

### Мероприятия
- 6 сентября 1998 года прошёл V День белорусской письменности.
- 19 сентября 2008 года прошёл республиканский фестиваль «Дажынкi»[66].
- 29 мая 2019 года Орша приняла эстафету огня II Европейских игр[67].
- 3-5 июня 2021 года прошёл культурно-спортивный фестиваль «Вытокі. Крок да Алiмпу».
- С 4 по 14 августа 2023 года в Беларуси прошли II Игры стран СНГ 2023[32]. Состязания прошли в 11 городах Беларуси по 20 видам спорта. Орша определена местом проведения Игр по боксу. Место проведения — Спортивный комплекс «Ледовая Арена» (Указ Президента Республики Беларусь от 13 мая 2023 года № 134[33])[34].

## Достопримечательности

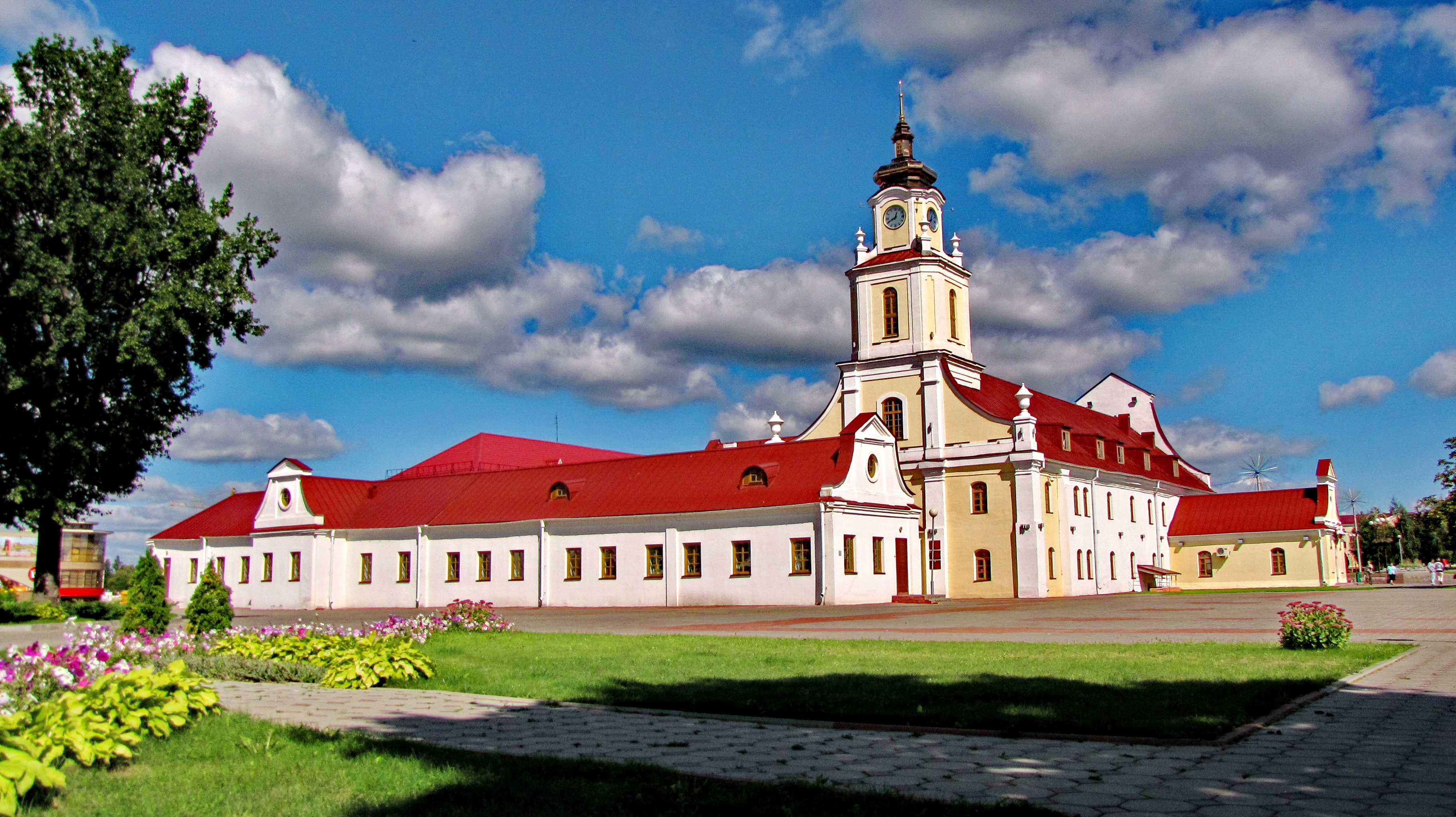
Иезуитский коллегиум

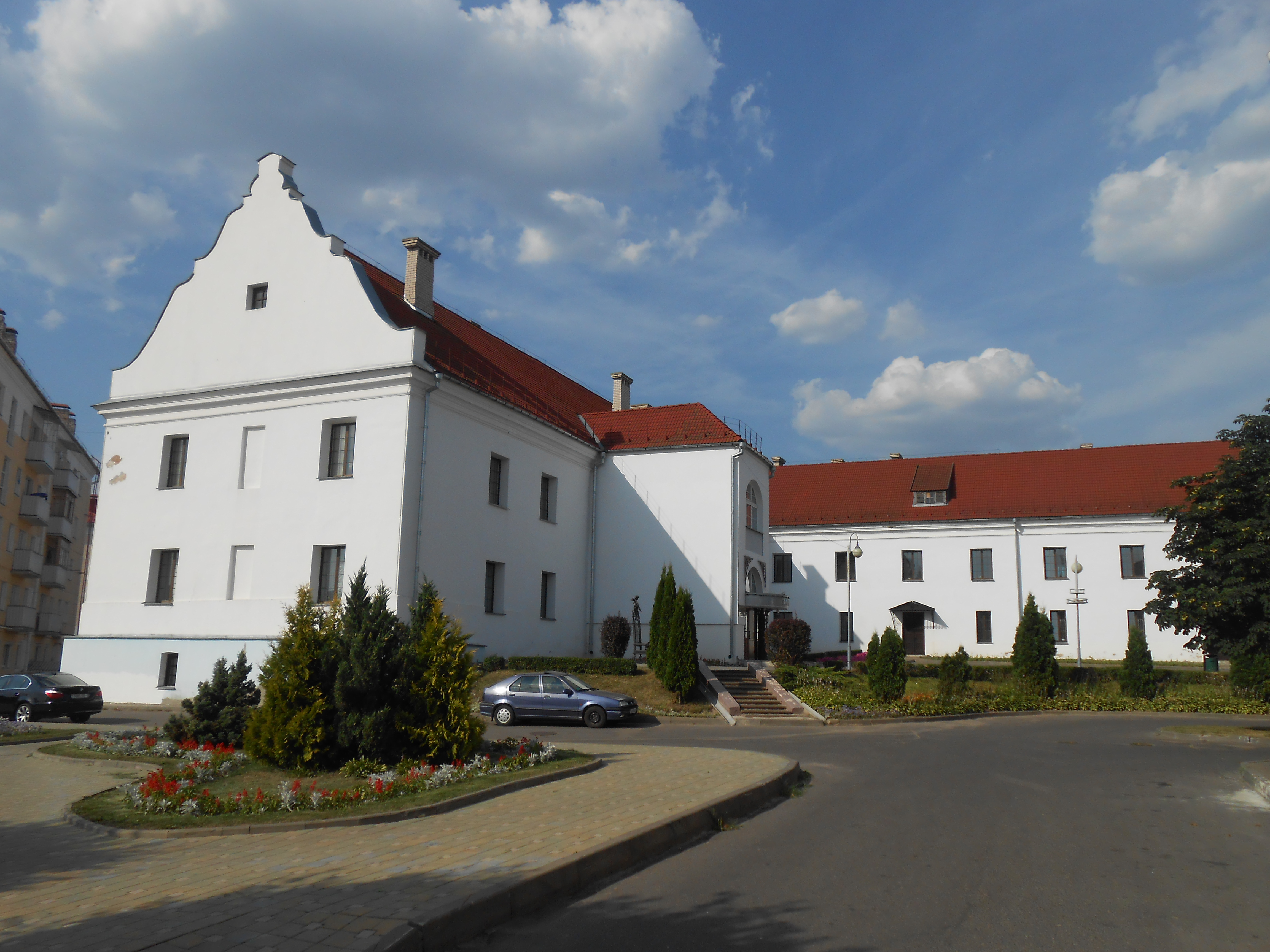
Костёл Св. Троицы и монастырь тринитариев

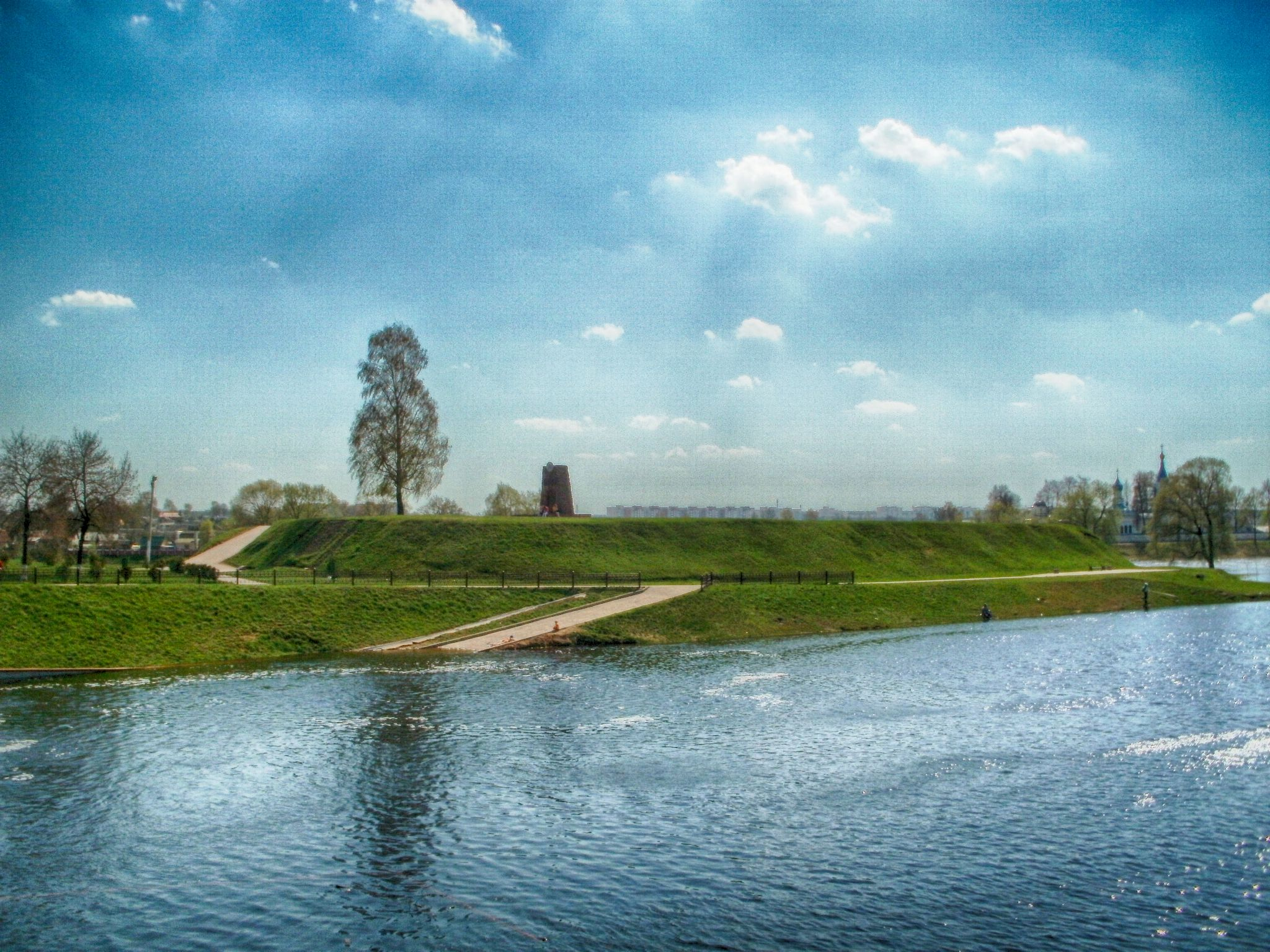
Оршанское замчище

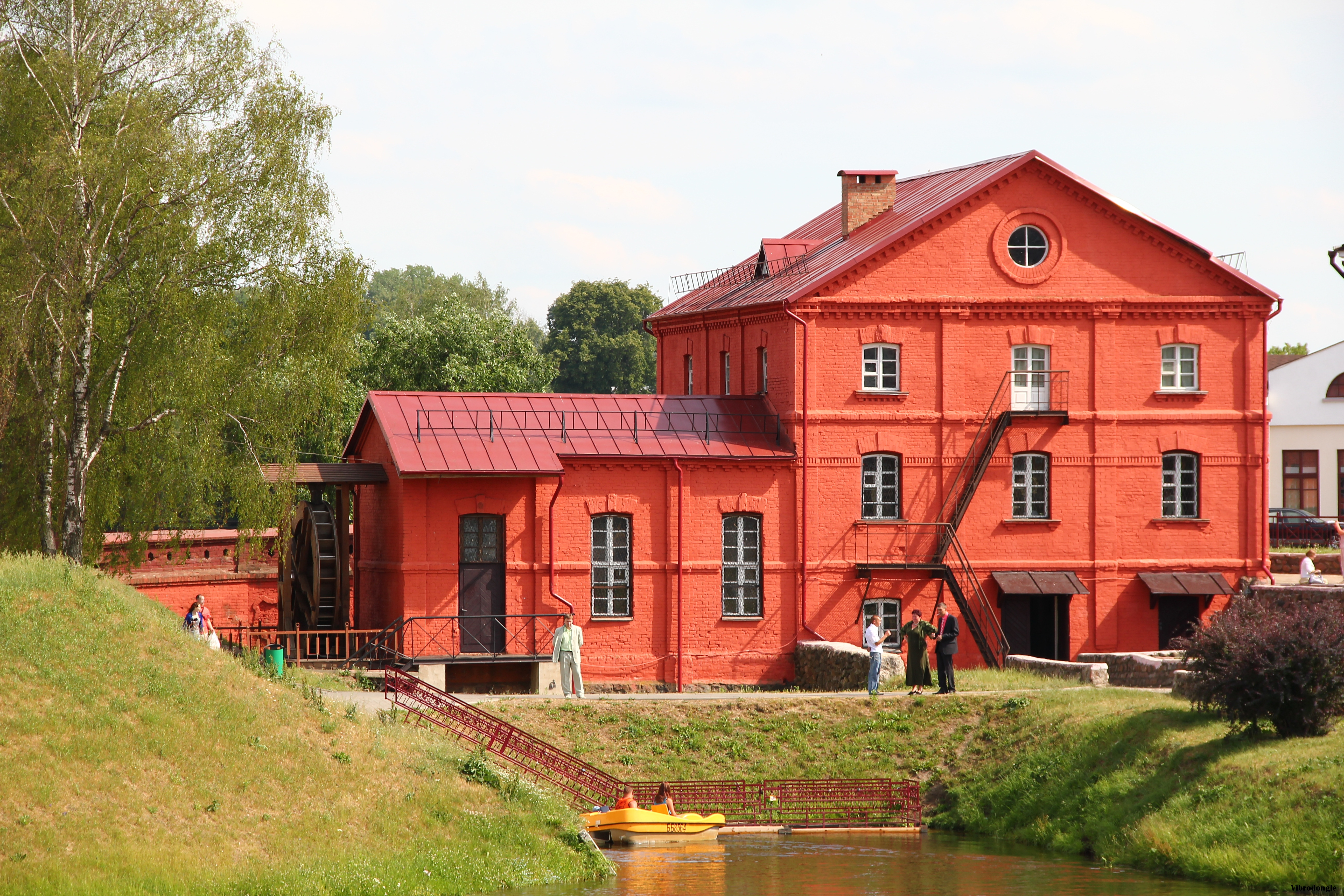
Водяная мельница (1902)

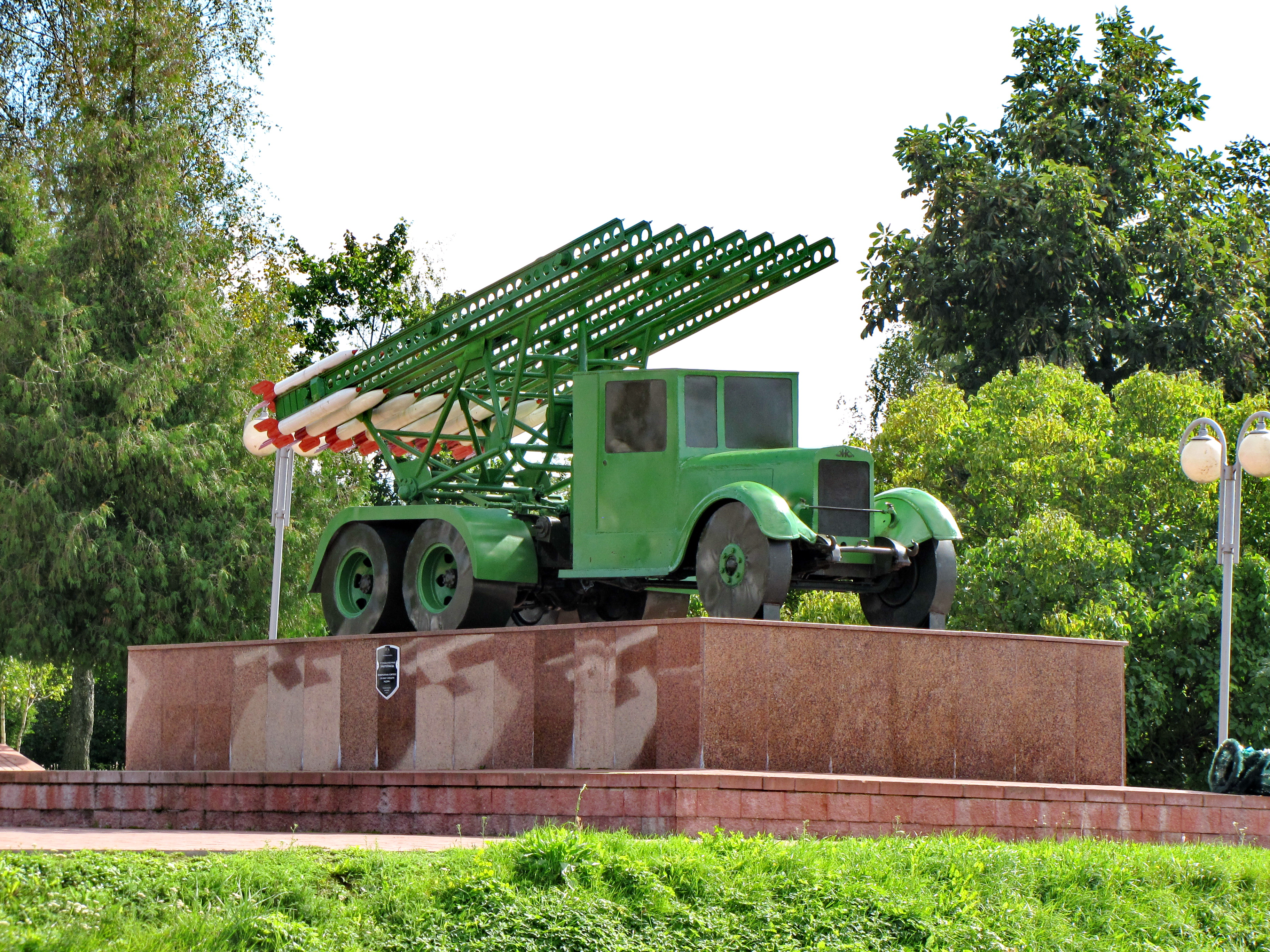
Мемориальный комплекс «За нашу Советскую Родину» («Катюша»)

- Иезуитский коллегиум (1690—1803) — согласно белорусской традиции в нём покоятся Адам и Ева, ныне коллегиум реконструирован, а также достроена башня (высота 35 метров) с часами —  Историко-культурная ценность Республики Беларусь, шифр 212Г000113.
- Здание бывшей водяной мельницы (млын) (1902 год) —  Историко-культурная ценность Республики Беларусь, шифр 212Г000109
- Мост через замковый ров (1902 год), изуродован ремонтом, весь кирпичный декор закрыт цементной штукатуркой —  Историко-культурная ценность Республики Беларусь, шифр 212Г000937.
- Здание бывшего реального училища (1906 год). Ныне гимназия № 2 —  Историко-культурная ценность Республики Беларусь, шифр 213Г000893.
- Здание бывшей женской гимназии (начало XX века) —  Историко-культурная ценность Республики Беларусь, шифр 213Г000117.
- Здание железнодорожного вокзала (1912, 1930—1950 годы) —  Историко-культурная ценность Республики Беларусь, шифр 213Г000106.
- Гостиница «Орша» в центре города.
- Бровар (1883) — пивзавод (закрыт в 2006 году, по состоянию на 2018 год — снесены производственные здания советского периода, самый старый корпус пивзавода 1883 года постройки снесен в 2022 году).
- Здание городской типографии (1905 год) —  Историко-культурная ценность Республики Беларусь, шифр 213Г000938.
- Здание, ул. Ленина, 11 (конец XIX — начало XX века) —  Историко-культурная ценность Республики Беларусь, шифр 213Г000114.
- Здание, ул. Ленина, 26 (начало XX века) —  Историко-культурная ценность Республики Беларусь, шифр 213Г000115.
- Здание, ул. Ленина, 35 (конец XIX — начало XX века) —  Историко-культурная ценность Республики Беларусь, шифр 213Г000892.
- Здание, ул. Ленина, 43 (конец XIX — начало XX века) —  Историко-культурная ценность Республики Беларусь, шифр 213Г000892.
- Здание, ул. Молокова, 5 (1845 год) —  Историко-культурная ценность Республики Беларусь, шифр 213Г000894.

### Парки и сады
- Парк имени Ивана Якубовского, расположен вдоль улиц Ивана Якубовского и Василия Молокова.

### Культовые сооружения
- Костёл Святого Иосифа (доминиканский монастырь) (1808) —  Историко-культурная ценность Республики Беларусь, шифр 212Г000120.
- Монастырь тринитариев, сохранился лишь жилой корпус (1714—1717) — ныне здание архива и ЗАГС. В здании имеется законсервированная фреска. Жилой корпус бывшего тринитарского монастыря, ул. Комсомольская, 21 —  Историко-культурная ценность Республики Беларусь, шифр 213Г000111.
- Монастырь базилиан, сохранился лишь жилой корпус в заброшенном состоянии (1758—1754) —  Историко-культурная ценность Республики Беларусь, шифр 212Г000118.
- Монастырь францисканцев, сохранился лишь жилой корпус. Реконструируется —  Историко-культурная ценность Республики Беларусь, шифр 212Г000889.
- Монастырь бернардинцев. Используется как один из корпусов больницы имени Семашко —  Историко-культурная ценность Республики Беларусь, шифр 212Г000891.
- Православный Богоявленский Кутеинский монастырь (с 1620): культурный слой с остатками кладбища, Свято-Духовская (Троицкая) церковь (1624—1626), фундаменты Богоявленского собора, жилой корпус (XVII в.), фундаменты ворот с колокольней, историческая часть ограды, ул. Франциска Скорины, 79 —  Историко-культурная ценность Республики Беларусь, шифр 212Г000121.
- Православный Успенский монастырь.
- Ильинская церковь (1898), в том числе арка XIX в —  Историко-культурная ценность Республики Беларусь, шифр 213Г000110.
- Костёл Непорочного Сердца Пресвятой Девы Марии.
- Свято-Леонидовская церковь (конец XX века).
- Свято-Михайловская церковь (1995 год).
- Церковь Рождества Пресвятой Богородицы (XVII век, 2000-е годы) —  Историко-культурная ценность Республики Беларусь, шифр 213Г000107.
- Церковь в честь Рождества Христова (начало XXI века).

### Памятники археологии
- Замчище Оршанского замка —  Историко-культурная ценность Республики Беларусь, шифр 211В000887.
- Оголение горных пород «Орша» — геологический памятник природы республиканского значения.
- Городище (XI—XVII вв.) —  Историко-культурная ценность Республики Беларусь, шифр 211В000936.
- Культурный слой Заоршицкий посад (XII—XVIII века) —  Историко-культурная ценность Республики Беларусь, шифр 212В000890.
- Курганные могильники (3-е тысячелетие до н. э.).
- Наднепровский посад (XV—XVIII века) —  Историко-культурная ценность Республики Беларусь, шифр 212В000888.
- Стоянка каменного века.

### Памятник, скульптура
- Братская могила (1941—1944) —  Историко-культурная ценность Республики Беларусь, шифр 213Д000112.
- Братская могила (1941—1944) —  Историко-культурная ценность Республики Беларусь, шифр 213Д000119.
- Памятник воинам-интернационалистам.
- Памятник ученикам и учителям, погибшим в годы Великой Отечественной войны.
- Памятник рабочим и служащим льнокомбината, погибшим в годы Великой Отечественной войны.
- Памятник рабочим и служащим паровозного депо, погибшим в годы Великой Отечественной войны.
- Памятник освободителям города.
- Могила К. С. Заслонова и Е. В. Коржень (1942 год) —  Историко-культурная ценность Республики Беларусь, шифр 213Д000122.
- Мемориальный комплекс «За нашу Советскую Родину» («Катюша») —  Историко-культурная ценность Республики Беларусь, шифр 213Д000116.
- Памятник К. С. Заслонову (1955 год) —  Историко-культурная ценность Республики Беларусь, шифр 213Д000108.
- Памятник В. С. Короткевичу.
- Мемориальная доска В. С. Короткевичу.
- Памятник В. И. Ленину.
- Мемориальная доска В. И. Ленину.
- Памятник С. М. Кирову.
- Мемориальная доска С. М. Соболю.
- Мемориальная доска И. И. Якубовскому.
- Памятный знак в честь основания города.
- Памятный знак на месте издания первого белорусского букваря.
- Памятник трудовой славы железнодорожников.
- Нулевой километр.
- Мурал к юбилею Владимира Короткевича.
- Мемориальная доска Г. В. Петкевичу — первому послевоенному председателю Оршанского горисполкома с 1944 г. по 1950 г. (2025).
- Аллея Героев войны — уроженцев Оршанщины (2025). Расположена по улице Пакгаузной, в сквере за Домом культуры железнодорожников. На персональных треугольных стелах высотой около 2,5 м размещены портреты Героев Советского Союза, которые родились на Оршанщине[68].

### Утраченное наследие
- Городские укрепления (XIV—XVIII века).
- Костёл Пресвятой Девы Марии при монастыре бернардинцев (2-я половина XVIII века) — утрачено во 2-й половине XIX века.
- Костёл Святого Антония при монастыре францисканцев (1768 год) — уничтожен в 1970-е года.
- Костёл Святой Троицы при монастыре тринитариев (середина XVIII века) — уничтожен в 1950-е года.
- Церковь Покрова Пресвятой Богородицы при базилианском монастыре (1758—1774 года) — уничтожено в 1967 году.
- Успенский монастырь (1631 год) — закрыт в 1918, восстановлен в 1996 году.

## В филателии и нумизматике
- 19 сентября 2008 года выпущена в обращение почтовая марка «Герб Орши»[69].
- 26 января 2022 года Министерство связи и информатизации Республики Беларусь выпустило в обращение конверт с оригинальной маркой «Орша — культурная столица Беларуси 2022 года»[70].

## СМИ

#### Телевидение (вещает с РТПС Обухово)
- 25 Цифровой пакет (Беларусь-1, ОНТ, СТВ, МИР, Первый информационный, РТР-Беларусь, НТВ-Беларусь, Беларусь-3, Первый Национальный канал Белорусского радио)
- 36 Цифровой MUX-2 DVB-T2 (Беларусь-5, Беларусь-2 (доступны в открытом виде), остальные 18 каналов закодированы эфирным ZALA.
- 38 Цифровой MUX-3 DVB-T2 — 19 закодированных каналов эфирного ZALA.

#### Радиовещание (все радиостанции кроме СКИФ вещают с РТПС Обухово)
- 67.85 УКВ — Первый канал Белорусского радио
- 69.14 УКВ — Канал Культура
- 73.82 УКВ — Столица
- 89.1 FM — Новое радио (с 24.01.2020) RDS: NOVOE [название трека]
- 90.6 FM — Радио МИР (с 01.12.2018) RDS: RADIOMIR
- 91.5 FM — Юмор FM (с 29.12.2017) RDS: HUMOR FM [название трека]
- 92.4 FM — Европа Плюс Полоцк (с 14.02.2019 по 05.2023, прекратил вещание навсегда). RDS: EUROPA BOL'SHE HITOV! BOL'SHE MUZYKI!
- 99.9 FM — Радио СКИФ (с 01.01.2007) RDS: -=SKIF=-
- 100.2 FM — Радиус FM
- 102.4 FM — Радио Витебск
- 105.0 FM — Канал Культура
- 107.0 FM — Первый Национальный канал Белорусского радио

#### Газета
- «Аршанская газета» (печатное СМИ и интернет-издание)

## Международное сотрудничество

#### Города-побратимы
- Бельцы
- Бондено
- Воз-ан-Влен[фр.]
- Вязьма
- Миньск-Мазовецки
- Перник
- Пушкино[71] (с 2012)
- Спитак
- Тельшяй
- Волгодонск (с 2017)
- Черкассы

#### Города-партнёры
- Смоленск